# Espacenet
Espacenet (anciennement écrit esp@cenet) est un service gratuit permettant de chercher des documents brevets du monde entier.
Espacenet est développé par l'Office européen des brevets (OEB) en coopération avec les États membres de l'Organisation européenne des brevets. La plupart des États membres offrent un point d'accès à Espacenet dans leur langue nationale.
Trois modes de recherche sont  disponibles :
- la recherche rapide (smart search) qui permet de rentrer jusqu'à 20 termes de recherche différents
- la recherche avancée avec 10 champs de recherche disponibles:  le titre, l'abrégé, le numéro de publication du brevet, le numéro de demande, le numéro de priorité, la date de publication, le nom du déposant, le nom de l'inventeur ou la recherche par Cooperative Patent Classification (en) (CPC) ou classification internationale des brevets CIB.
- la classification coopérative des brevets

En 2015, Espacenet contient plus de 90 millions de documents brevets du monde entier de 1836 à nos jours.